# 안형준 (언론인)
안형준(安亨浚, 1967년~)은 대한민국의 언론인, 기업인으로 제36대 문화방송 대표이사 사장이다. 서울특별시 출신이다.

## 학력
- 경복고등학교
- 서울대학교 사회복지학과 학사
- 서울대학교 사회과학대학원 수료(사회정책전공)
- 건국대학교 언론홍보대학원 디지털저널리즘학 석사

## 경력
- 1994년: YTN 입사
  - YTN 기획제작부 기자
  - YTN 정치부 기자
  - YTN 사회부 기자
- 2001년: 문화방송 입사
  - 문화방송 보도국 통일외교부 기자
  - 문화방송 보도국 사회부 기자
  - 문화방송 보도국 국제부 기자
- 2008년: 스탠포드 대학교 아시아태평양연구소 방문학자
- 2014년: 방송기자연합회 대외협력위원장
- 2017년: MBC 경인지사
- 2017년: 제10대 방송기자연합회장
- 2021년: 메가MBC추진단장
- 2023년 2월~2025년 11월: 제36대 문화방송 대표이사 사장[1][2][3]
- 2024년 8월~2025년 11월: 한국방송협회 부회장[4]

## 수상 경력
- 1998년: 이달의 기자상
- 2003년: 이달의 기자상

## 저서
- 안형준 (2018). 《딥뉴스》. 새움. ISBN 9791187192916.